# Носик Володимир Бенедиктович
Володимир Бенедиктович Носик (нар. 3 квітня 1948) — радянський і російський актор театру і кіно. Заслужений артист Російської Федерації (1993). Народний артист Російської Федерації (2016).

## Біографічні відомості
Народився 3 квітня 1948 року. Брат актора Валерія Носика. 
Закінчив Всесоюзний державний інститут кінематографії (1970, майстерня Б. Бабочкіна).
Знімається у кіно з 1966 р. Зіграв у низці фільмів українських кіностудій.

## Фільмографія
- «Іду шукати» (1966, сільський хлопець турист в Кремлі)
- «Дві посмішки» (1969, новела «Викрутаси»; Вдовін)
- «Король манежу» (1969, геодезист Анохін)
- «Мій тато — капітан» (1969, Михайло Локотков, студент-кіношник)
- «Злочин і кара» (1969, трактирний слуга)
- «Звинувачуються в убивстві» (1969, В'ячеслав Шкуть)
- «Місто першого кохання» (1970, лейтенант)
- «Смертний ворог» (1971, чорнявий комсомолець)
- «Ти і я» (1971, Колька)
- «Найостанніший день» (1972, Сергій)
- «Візит ввічливості» (1972, Казицький, військовий моряк)
- «Інженер Прончатов» (1972, Євген Матвійович Кетськой)
- «Жили три холостяки» (1973, Костянтин Аркадійович)
- «Виконання бажань» (1973, Хомутов)
- «Петро Рябінкін» (1973, рядовий Утєхін)
- «Райські яблучка» (1973, епізод)
- «Ця весела планета» (1973, Валерік, «Звіздар»)
- «Чорний принц» (1973, Костянтин Васильович Журавльов, міліціонер)
- «Любов земна» (1974, Юрка)
- «Океан» (1974, старшина 2-ї статті Задорнов)
- «Киш і Двапортфеля» (1974, Сергій, студент)
- «Кохання з першого погляду» (1975, Валера, сусід)
- «Під дахами Монмартра» (1975, Анрі, поет)
- «Алмази для Марії» (1975)
- «Життя і смерть Фердинанда Люса» (1976, поліцейський Ломер)
- «Коли настає вересень» (1976, Гена, слюсар)
- «Розвага для старичків» (1976, Федько)
- «Солдати свободи» (1976, боєць загону Величко)
- «Сонце, знову сонце» (1976, Кіря, рибалка з бригади)
- «І це все про нього» (1977, Олександр Пилипенко, дільничний інспектор, лейтенант міліції)
- «Кафе „Ізотоп“» (1977)
- «Пил під сонцем» (1977, Мєдвєдь, червоний командир)
- «У нас новенька» (1977, Сергій Петрович, майстер; Одеська кіностудія)
- «Тактика бігу на довгу дистанцію» (1978, Михайло Адамчик, партизан)
- «Тільки краплю душі» (1978, Кіностудія ім. О. Довженка)
- «Дебют» (1978, к/м; Гришка)
- «Терміновий виклик» (1978)
- «Дивовижні пригоди Дениса Корабльова» (1979, тато Дениса)
- «Мішка на півночі» (1979, епізод)
- «Небезпечні друзі» (1979, Костянтин Тимофійович Кукушкін («Валет»)
- «По вулицях комод водили» (1979, т/ф, Матюшкін; Одеська кіностудія)
- «Сусіди» (1979, Микола Порошко, Федорич, сільський міліціонер)
- «Розслідування» (1980, Міхлін, співробітник міліції)
- «Три роки» (1980, Костянтин Іванович Кочєвой, юрист, молодий письменник)
- «Інакше не можна» (1980)
- «Коней на переправі не міняють» (1980, шофкр)
- «Про бідного гусара замовте слово» (1981, корнет)
- «Таємниця записної книжки» (1981)
- «Зоряне відрядження» (1982, Глоус і Тишкін; Кіностудія ім. О. Довженка)
- «Інспектор Лосєв» (1982, Ігор Откаленко, інспектор карного розшуку; Кіностудія ім. О. Довженка)
- «Раптовий викид» (1983, Сашко; Кіностудія ім. О. Довженка)
- «Обіцяю бути!» (1983, Володимир Калінін)
- «Брама до небес» (1983, Іващенко, танкіст)
- «Справа для справжніх чоловіків» (1983, Костянтин Соколов, капітан-хімік в запасі)
- «Петля» (1983, Откаленко; Кіностудія ім. О. Довженка)
- «Хабар. З блокнота журналіста В. Цвєткова» (1983, Володимир Іванович Цвєтков, журналіст газети)
- «Дитячий патруль» (1984, завгосп)
- «Що у Сенька було» (1984, тато Сеньки; Одеська кіностудія)
- «Жарти у бік» (1984, батько)
- «Інопланетянка» (1984, Ігор Блінков)
- «Навіщо людині крила» (1984, голова колгоспу)
- «Жив відважний капітан» (1985, Чухляєв)
- «Гостя з майбутнього» (1985, дідусь Павло)
- «З ювілеєм зачекаємо» (1985, Іван Булига)
- «П'ять хвилин страху» (1985, Бєлянчиков, співробітник Корнілова)
- «Найчарівніша і найпривабливіша» (1985, Гена Сисоєв, напарник Наді по грі в настільний теніс)
- «Без сина не приходь!» (1985, Степанов; Одеська кіностудія)
- «Парасолька для молодят» (1986, Фроляк)
- «Подорож мсьє Перрішона» (1986, станційний службовець)
- «Як стати щасливим» (1986)
- «Добре сидимо!» (1986, тележурналіст)
- «За все заплачено» (1988, «Дуся»)
- «Лілова куля» (1988, Ууух, чарівник)
- «Дві стріли. Детектив кам'яного століття» (1989, Довговолосий)
- «Вхід до лабіринту» (1989, Спіркін)
- «Потерпілий» (1990, Істратов)
- «Рок-н-рол для принцес» (1990, Лом, вихователь; Одеська кіностудія)
- «Потерпілий» (1990, Істратов)
- «Гу-га» (1990, Нікітін; Одеська кіностудія)
- «Мої люди» (1990, неприємний тип; Кіностудія ім. О. Довженка)
- «Заряджені смертю» (1991, Петро Голодов)
- «Гріх» (1992)
- «Американський дідусь» (1993, Гоша (Георгій Антонович)
- «Анекдотіада, або Історія Одеси в анекдотах» (1994, Рішельє; Україна)
- «Без нашийника» (1995, батько Олега; Одеська кіностудія)
- «Кіно про кіно» (2002, Ерік, оператор)
- «Ідеальна дружина» (2007)
- «Вдалий обмін» (2007, Рафік; Росія—Україна)
- «Темний світ» (2010)
- «Метод Лаврової» (2011, т/с; Іван Андрійович Садовський)
- «Закрита школа» (2011, т/с (1-3 сезони); Сергій Андрійович Крилов (Мартін фон Клаус)
- «Ніхто не впізнає» (2018, т/с; батько Миті)
- «Галина» (2018, т/с; епізод (6-та серія) та ін.